# گیجانگ
گیجانگ (به لاتین: Gijang County) یک منطقهٔ مسکونی در کره جنوبی است که در بوسان واقع شده‌است. گیجانگ ۲۱۷٫۹ کیلومتر مربع مساحت و ۱۴۶٬۲۶۰ نفر جمعیت دارد.